# Hillsong Music
Hillsong Music är Hillsong churchs musikbolag med drygt 40 CD och DVD producerade. Det är inte enbart församlingen i Australien som har gett ut musik, utan även de i Kiev och London.

## Liveinspelningar (CD och DVD)
- 1. The Power of Your Love (1992)
  2. Stone's Been Rolled Away (1993)
  3. People Just Like Us (1994)
  4. Friends in High Places (1995)
  5. God Is in the House (1996)
  6. All Things Are Possible (1997)
  7. Touching Heaven Changing Earth (1998)
  8. By Your Side (1999)
  9. For This Cause (2000)
  10. You Are My World (2001)
  11. Blessed (2002)
  12. Hope (2003)
  13. For All You've Done (2004)
  14. God He Reigns (2005)
  15. Mighty to Save (2006)
  16. Saviour King (2007)
  17. This Is Our God (2008)
  18. Faith + Hope + Love (2009)
  19. A beautiful exchange (2010)
  20. God is able (2011)
  21. Cornerstone (2012)
  22. Glorious Ruins (2013)
  23. No Other Name (2014)
  24. Open Heaven / River Wild (2015)
  25. Let There Be Light (2016)
  26. The Peace Project (2017)
  27. There Is More (2018)
  28. Awake (2019)

## United (CD)
- 1. Everyday (1999)
  2. Best Friend (2000)
  3. King of Majesty (2001)
  4. To the Ends of the Earth (2002)
  5. More Than Life (2004)
  6. Look to You (2005)
  7. United We Stand (2006)
  8. All of the above (2007)
  9. The I heart revolution (2008)
  10. Tear down the walls (2009)
  11. Aftermath (2011)
  12. Live in Miami (2012)

## Worship Series (CD)
- 1. Simply Worship (1997)
  2. Simply Worship 2 (1997)
  3. Simply Worship 3 (1998)
  4. Overwhelmed (2000)
  5. Amazing Love (2002)
  6. Faithful (2003)

## Youth Alive (CD)
- 1. Jump to the Jam (1994)
  2. Chosen One (1996)
  3. The Plan (1998)
  4. One (1999)
  5. Awake (2000)

## Instrumental Worship (CD)
- 1. The Secret Place (1999)
  2. Forever (2003)

## Hillsong Kids (CD) (DVD)
- 1. Jesus Is My Superhero (2004)
  2. Super Strong God (2005)
  3. Supernatural (2006)
  4. Tell the world (2007)
  5. Follw you (2009)
  6. Ultimate collection (2010)
  7. Crazy noise (2011)

## Julmusik (CD)
- 1. Christmas (2001)
  2. Celebrating Christmas (2005)

## Samlingsskivor (CD)
- 1. Hills Praise (1997)
  2. Extravagant Worship: The Songs of Darlene Zschech (2001)
  3. Extravagant Worship: The Songs of Reuben Morgan (2002)
  4. The Platinum Collection Volume 1: Shout to the Lord (2003, har tidigare givits ut med titeln Millennium: The Story So Far)
  5. The Platinum Collection Volume 2: Shout to the Lord 2 (2003)
  6. Ultimate Worship (2005)

## Övriga CD-skivor
- 1. Spirit and Truth (1988 första Hillsong CD)
  2. Show Your Glory (1990)
  3. Shout to the Lord (1996)
  4. Shout to the Lord 2000 (1998)
  5. UP: Unified Praise (tillsammans med Delirious?)(2004)
  6. Songs for Communion (2006)

## Hillsong Music Ukraine (CD)
- 1. Пламя (1995)
  2. Мы будем славить (1997)
  3. Это знает душа моя (1998)
  4. Прыгай в небеса (1998)
  5. С Богом возможно всё (1998)
  6. Мы любим петь об этом  (1999)
  7. План  (2000)
  8. Небеса на земле (2000)
  9. Лучший Друг (2001)
  10. Революция  (2001)
  11. Царь Величия (2002)
  12. Пожар (2003)
  13. Слава в вышних (2004)
  14. Иисус мой Супергерой (2005)
  15. Это мой дом (2005)
  16. Спасение (2006)
  17. Суперсильный Бог (2006)
  18. Господь всего (2007)
  19. Сверхъестественный Бог (2007)
  20. Алтарь (2008)
  21. Это наш Царь (2009)
  22. Бог есть любовь (2010)
  23. Неразделимы (2010)

## Hillsong London (CD)
- 1. Shout God's Fame (2004)
  2. Jesus Is (2006)

## Geoff Bullock(CD)
- 1. Now Is the Time (1996)

## Darlene Zschech(CD)
- 1. I Believe the Promise (1997)
  2. The Power of Your Love Symphony (2000)
  3. Kiss of Heaven (2003)
  4. Change Your World (2005)

## Reuben Morgan(CD)
- 1. World Through Your Eyes (2004)
  2. Everyone (2007)